# 戴维河
戴维河（西班牙語：Rio David）是巴拿马的一条河流，流经戴维市。